# 에스키셰히르스포르
에스키셰히르스포르(튀르키예어: Eskişehirspor kulübü)는 튀르키예 에스키셰히르를 연고지로 하는 축구 클럽이다. 1965년에 창단 되었고 창단 후 강등될 때까지 16년간 1부 리그에서 활동 했으며 80년대 중후반 90년대 잠깐 1부 리그에 올랐지만 2부 리그와 3부 리그를 전전했다. 이후 2008년에 다시 1부 리그에 복귀해서 2016년 강등될 때까지 활동했다. 이후 2020-21 시즌에서는 TFF 2. 리그로 강등 되면서 15년 만에 다시 3부 리그로 강등 되었다.

## 역대 성적
- 쉬페르리그

3위 (3회) : 1968–69, 1969–70, 1971–72
- 튀르키예 쿠파스

우승 (1회) : 1970–71
준우승 (2회) : 1969–70, 1986–87
- 튀르키예 쉬페르 쿠파

우승 (1회): 1970–71

## 선수 명단

### 현역
참고: FIFA 자격 규정에 따라 소속된 국가대표팀 국기를 표시합니다. 선수는 복수의 FIFA 비회원국 국적을 가지고 있을 수 있습니다.
| 번호 | 포지션 | 국적 | 이름            |
| ---- | ------ | ---- | --------------- |
| 25   | DF     |      | 에레이 에르토룬 |
| 26   | MF     |      | 버카이 타니르   |

| 번호 | 포지션 | 국적 | 이름 |
| ---- | ------ | ---- | ---- |

## 역대 감독
| 감독            | 임기      |
| --------------- | --------- |
| 미하엘 스키베   | 2011      |
| 미하엘 스키베   | 2015      |
| 알파이 외잘란   | 2016~2017 |
| 무스타파 외제르 |           |
| 이브라힘 바쉬   |           |

틀:에스키셰히르스포르 선수 명단
틀:터키 지역 아마추어 리그